# 元僧保
元僧保（？—？），河南郡洛阳县（今河南省洛阳市东）人，魏太武帝拓跋焘曾孙，太保、司徒、都督九州诸军事、司州牧、广阳懿烈王元嘉的儿子，元渊的哥哥。
元僧保不见于史书记载，仅见于1990年出土的拓跋虎墓志中，据墓志中“抽簪国嗣，脱屣王家，改碣石为香城，变睢阳为奈苑，叶捐冠冕。来被鹿野之衣，寂绝哥钟独响，口山之梵”的内容，牟发松认为元僧保是出家了，所以广阳王爵才由元渊继承。牟发松还认为元僧保曾立有“匡诩之功”，而匡辅的可能是魏孝武帝西入关中，因为元僧保出家，西魏朝廷就封赏元僧保的儿子元仲显，但元仲显年仅二十二岁即去世，所以封元仲显的儿子拓跋虎为琅邪郡王。